# Чемпионат России по хоккею с мячом 1993/1994
2-й чемпионат России по хоккею с мячом состоялся с 21 ноября 1993 года по 15 марта 1994 года.
Участвовало 23 команды. Предварительный турнир по географическому принципу: Восточная и Западная группы, затем — плей-офф, начиная с 1/4 финала, стыковые матчи за 5, 7 места, турниры за 9-14, 15-20 и 21-23 места. Сыграно 307 матчей, в них забито в общей сложности 2522 мяча.
Впервые в чемпионатах страны использована схема плей-офф.
Чемпионом России стала команда СКА (Екатеринбург).
В чемпионате приняла участие команда «Динамо» (Алма-Ата), но после двух туров из-за отсутствия финансирования снялась с розыгрыша. Результаты её игр были аннулированы.

## Предварительный этап
| М  | Западная группа                  | 1        | 2        | 3        | 4        | 5         | 6       | 7         | 8        | 9        | 10       | 11        | 12  | В  | Н | П  | Мячи             | О  |
| -- | -------------------------------- | -------- | -------- | -------- | -------- | --------- | ------- | --------- | -------- | -------- | -------- | --------- | --- | -- | - | -- | ---------------- | -- |
| 1  | «Водник» (Архангельск)           |          | 9:3 4:5  | 8:0 3:6  | 1:1 3:1  | 4:2 1:2   | 4:4 2:4 | 9:1 5:3   | 12:0 3:1 | 13:3 4:4 | 6:0 5:5  | 16:1 9:3  |     | 12 | 4 | 4  | 121 — 49 = + 72  | 28 |
| 2  | «Родина» (Киров)                 | 5:4 3:9  |          | 6:1 4:4  | 5:0 2:5  | 4:1 0:8   | 8:2 6:1 | 9:5 6:4   | 9:4 3:5  | 5:5 5:2  | 4:3 2:4  | 17:2 6:3  |     | 13 | 2 | 5  | 109 — 72 = + 37  | 28 |
| 3  | «Старт» (Нижний Новгород)        | 6:3 0:8  | 4:4 1:6  |          | 6:2 3:6  | 4:4 3:2   | 7:1 0:5 | 6:2 3:7   | 7:2 5:2  | 9:5 3:2  | 13:4 2:2 | 8:1 6:5   |     | 12 | 3 | 5  | 96 — 73 = + 23   | 27 |
| 4  | «Североникель» (Мончегорск)      | 1:3 1:1  | 5:2 0:5  | 6:3 2:6  |          | 6:1 1:2   | 2:0 3:5 | 5:3 3:2   | 6:0 2:3  | 11:3 3:1 | 10:4 4:3 | 3:1 7:3   | 3:1 | 13 | 1 | 6  | 81 — 51 = + 30   | 27 |
| 5  | «Строитель» (Сыктывкар)          | 2:1 2:4  | 8:0 1:4  | 2:3 4:4  | 2:1 1:6  |           | 4:3 1:2 | 8:2 4:4   | 6:3 0:2  | 3:2 8:1  | 7:2 5:3  | 14:1 17:1 |     | 12 | 2 | 6  | 99 — 49 = + 50   | 26 |
| 6  | «Зоркий» (Красногорск)           | 4:2 4:4  | 1:6 2:8  | 5:0 1:7  | 5:3 0:2  | 2:1 3:4   |         | 3:0 1:5   | 3:3 0:3  | 6:5 4:7  | 7:2 4:1  | 9:0 4:2   |     | 10 | 2 | 8  | 68 — 65 = + 3    | 22 |
| 7  | «Север» (Северодвинск)           | 3:5 1:9  | 4:6 5:9  | 7:3 2:6  | 2:3 3:5  | 4:4 2:8   | 5:1 0:3 |           | 6:2 5:3  | 10:3 5:3 | 4:3 4:5  | 10:1 10:4 |     | 9  | 1 | 10 | 92 — 86 = + 6    | 19 |
| 8  | «Динамо» (Москва)                | 1:3 0:12 | 5:3 4:9  | 2:5 2:7  | 3:2 0:6  | 2:0 3:6   | 3:0 3:3 | 3:5 2:6   |          | 6:4 4:5  | 7:1 2:8  | 6:2 3:4   |     | 7  | 1 | 12 | 61 — 91 = — 30   | 15 |
| 9  | «Вымпел» (Калининград)           | 4:4 3:13 | 2:5 5:5  | 2:3 5:9  | 1:3 3:11 | 1:8 2:3   | 7:4 5:6 | 3:5 3:10  | 5:4 4:6  |          | 8:1 4:7  | 7:3 4:2   |     | 5  | 2 | 13 | 78 — 112 = — 34  | 12 |
| 10 | «Арктик-Сервис» (Мурманск)       | 5:5 0:6  | 4:2 3:4  | 2:2 4:13 | 3:4 4:10 | 3:5 2:7   | 1:4 2:7 | 5:4 3:4   | 8:2 1:7  | 7:4 1:8  |          | 9:2 3:6   | 2:2 | 5  | 2 | 13 | 70 — 106 = — 36  | 12 |
| 11 | «Красная заря» (Санкт-Петербург) | 3:9 1:16 | 3:6 2:17 | 5:6 1:8  | 3:7 1:3  | 1:17 1:14 | 2:4 0:9 | 4:10 1:10 | 4:3 2:6  | 2:4 3:7  | 6:3 2:9  |           |     | 2  | 0 | 18 | 47 — 168 = — 121 | 4  |
| 12 | «Динамо» (Алма-Ата)              |          |          |          | 1:3      |           |         |           |          |          | 2:2      |           |     |    |   |    |                  |    |

1. Команда «Динамо» (Алма-Ата) после двух туров снялась с розыгрыша первенства России из-за отсутствия финансирования, и её результаты аннулированы.
2. В верхних строках таблицы приведены результаты домашних матчей, а в нижних — результаты игр на выезде.
| М  | Восточная группа                   | 1        | 2        | 3        | 4        | 5        | 6       | 7        | 8        | 9       | 10       | 11       | 12       | В  | Н | П  | Мячи            | О  |
| -- | ---------------------------------- | -------- | -------- | -------- | -------- | -------- | ------- | -------- | -------- | ------- | -------- | -------- | -------- | -- | - | -- | --------------- | -- |
| 1  | СКА (Екатеринбург)                 |          | 4:0 2:4  | 10:3 1:7 | 8:6 7:4  | 7:5 2:2  | 4:0 3:2 | 7:1 6:4  | 10:4 7:7 | 8:3 6:6 | 11:1 4:0 | 14:1 4:4 | 14:1 6:2 | 16 | 4 | 2  | 145 — 67 = + 78 | 36 |
| 2  | «Сибсельмаш» (Новосибирск)         | 4:2 0:4  |          | 4:2 4:6  | 1:3 4:6  | 6:4 4:3  | 7:2 0:0 | 4:1 4:0  | 4:3 5:7  | 4:2 4:5 | 9:1 4:3  | 10:2 5:1 | 10:1 6:1 | 15 | 1 | 6  | 103 — 59 = + 44 | 31 |
| 3  | «Маяк» (Краснотурьинск)            | 7:1 3:10 | 6:4 2:4  |          | 5:3 5:7  | 7:2 2:2  | 4:3 4:7 | 4:4 2:2  | 7:1 3:4  | 2:0 3:3 | 6:1 4:2  | 6:1 5:5  | 9:1 0:8  | 11 | 5 | 6  | 96 — 75 = + 21  | 27 |
| 4  | «Саяны» (Абакан)                   | 4:7 6:8  | 6:4 3:1  | 7:5 3:5  |          | 11:4 3:4 | 6:4 4:3 | 2:6 1:2  | 4:0 2:6  | 7:5 2:3 | 4:2 3:3  | 5:2 4:4  | 4:3 2:8  | 11 | 2 | 9  | 93 — 89 = + 4   | 24 |
| 5  | «Енисей» (Красноярск)              | 2:2 5:7  | 3:4 4:6  | 2:2 2:7  | 4:3 4:11 |          | 4:2 3:4 | 9:5 5:10 | 9:3 4:11 | 7:2 4:9 | 4:3 2:4  | 8:3 6:5  | 4:1 6:5  | 10 | 2 | 10 | 101 — 109 = — 8 | 22 |
| 6  | СКА (Хабаровск)                    | 2:3 0:4  | 0:0 2:7  | 7:4 3:4  | 3:4 4:6  | 4:3 2:4  |         | 5:3 4:2  | 5:0 0:5  | 6:2 4:8 | 2:0 2:3  | 2:1 1:2  | 5:3 3:2  | 10 | 1 | 11 | 66 — 70 = — 4   | 21 |
| 7  | «Сибскана» (Иркутск)               | 4:6 1:7  | 0:4 1:4  | 2:2 4:4  | 2:1 6:2  | 10:5 5:9 | 2:4 3:5 |          | 4:4 2:2  | 7:3 2:1 | 6:3 3:4  | 5:2 5:5  | 10:4 5:7 | 8  | 5 | 9  | 89 — 88 = + 1   | 21 |
| 8  | «Кузбасс» (Кемерово)               | 7:7 4:10 | 7:5 3:4  | 4:3 1:7  | 6:2 0:4  | 11:4 3:9 | 5:0 0:5 | 2:2 4:4  |          | 8:4 6:8 | 4:6 2:2  | 7:3 3:5  | 10:3 3:7 | 8  | 4 | 10 | 100 — 104 = — 4 | 20 |
| 9  | «Уральский трубник» (Первоуральск) | 6:6 3:8  | 5:4 2:4  | 3:3 0:2  | 3:2 5:7  | 9:4 2:7  | 8:4 2:6 | 1:2 3:7  | 8:6 4:8  |         | 2:2 2:3  | 2:2 4:6  | 9:4 5:3  | 7  | 4 | 11 | 88 — 100 = — 12 | 18 |
| 10 | «Шахтёр» (Ленинск-Кузнецкий)       | 0:4 1:11 | 3:4 1:9  | 2:4 1:6  | 3:3 2:4  | 4:2 3:4  | 3:2 0:2 | 4:3 3:6  | 2:2 6:4  | 3:2 2:2 |          | 6:4 4:7  | 15:3 4:6 | 7  | 3 | 12 | 72 — 94 = — 22  | 17 |
| 11 | »Агрохим" (Березники)              | 4:4 1:14 | 1:5 2:10 | 5:5 1:6  | 4:4 2:5  | 5:6 3:8  | 2:1 1:2 | 5:5 2:5  | 5:3 3:7  | 6:4 2:2 | 7:4 4:6  |          | 9:2 2:4  | 5  | 5 | 12 | 76 — 112 = — 36 | 15 |
| 12 | «Восток» (Арсеньев)                | 2:6 1:14 | 1:6 1:10 | 8:0 1:9  | 8:2 3:4  | 5:6 1:4  | 2:3 3:5 | 7:5 4:10 | 7:3 3:10 | 3:5 4:9 | 6:4 3:15 | 4:2 2:9  |          | 6  | 0 | 16 | 79 — 141 = — 62 | 12 |

В верхних строках таблицы приведены результаты домашних матчей, а в нижних — результаты игр на выезде.

## Финальный этап

### Плей-офф
|  | Четвертьфинал | Четвертьфинал               | Четвертьфинал    |                            |                  | Полуфинал                  | Полуфинал             | Полуфинал             |                       |                       | Финал                 | Финал              | Финал   | Финал | Финал |
|  |               |                             |                  |                            |                  |                            |                       |                       |                       |                       |                       |                    |         |       |       |
|  | В-1           | СКА (Екатеринбург)          | 9:4              |                            |                  |                            |                       |                       |                       |                       |                       |                    |         |       |       |
|  | З-4           | «Североникель» (Мончегорск) | 2:5              |                            |                  |                            |                       |                       |                       |                       |                       |                    |         |       |       |
|  | З-4           | «Североникель» (Мончегорск) | 2:5              |                            | В-1              | СКА (Екатеринбург)         | 22:0                  |                       |                       |                       |                       |                    |         |       |       |
|  |               |                             |                  |                            | В-1              | СКА (Екатеринбург)         | 22:0                  |                       |                       |                       |                       |                    |         |       |       |
|  |               | З-2                         | «Родина» (Киров) | 3:1                        |                  |                            |                       |                       |                       |                       |                       |                    |         |       |       |
|  | З-2           | З-2                         | «Родина» (Киров) | 3:1                        | «Родина» (Киров) | 5:3                        |                       |                       |                       |                       |                       |                    |         |       |       |
|  | З-2           |                             |                  |                            | «Родина» (Киров) | 5:3                        |                       |                       |                       |                       |                       |                    |         |       |       |
|  | В-3           | «Маяк» (Краснотурьинск)     | 6:4              |                            |                  |                            |                       |                       |                       |                       |                       |                    |         |       |       |
|  |               |                             |                  |                            |                  |                            |                       |                       |                       |                       | В-1                   | СКА (Екатеринбург) | 5:2-2:0 |       |       |
|  |               |                             | В-2              | «Сибсельмаш» (Новосибирск) | 6:5              |                            |                       |                       |                       |                       |                       |                    |         |       |       |
|  | В-2           | «Сибсельмаш» (Новосибирск)  | 7:1              |                            |                  |                            |                       |                       |                       |                       |                       |                    |         |       |       |
|  | З-3           | «Старт» (Нижний Новгород)   | 7:3              |                            |                  |                            |                       |                       |                       |                       |                       |                    |         |       |       |
|  | З-3           | «Старт» (Нижний Новгород)   | 7:3              |                            | В-2              | «Сибсельмаш» (Новосибирск) | 5:4                   |                       |                       |                       |                       |                    |         |       |       |
|  |               |                             |                  |                            | В-2              | «Сибсельмаш» (Новосибирск) | 5:4                   |                       |                       |                       |                       |                    |         |       |       |
|  |               | В-4                         | «Саяны» (Абакан) | 3:3                        |                  |                            | Матчи за третье место | Матчи за третье место | Матчи за третье место | Матчи за третье место | Матчи за третье место |                    |         |       |       |
|  | В-4           | В-4                         | «Саяны» (Абакан) | 3:3                        | «Саяны» (Абакан) | 6:2                        | Матчи за третье место | Матчи за третье место | Матчи за третье место | Матчи за третье место | Матчи за третье место |                    |         |       |       |
|  | В-4           |                             |                  |                            | «Саяны» (Абакан) | 6:2                        |                       |                       |                       |                       |                       |                    |         |       |       |
|  | З-1           | «Водник» (Архангельск)      | 4:2              |                            |                  |                            |                       |                       |                       |                       | В-4                   | »Саяны" (Абакан)   | 8:0     |       |       |
|  |               |                             |                  |                            |                  |                            |                       |                       |                       |                       | З-2                   | «Родина» (Киров)   | 5:4-2:3 |       |       |

1. Выделены команды, победившие в парах.
2. Курсивом выделены команды, на чьих полях проводились первые матчи.
3. В верхних строчках показаны результаты домашних игр, а в нижних результаты игр в гостях.
- 1/4 финала. 23 и 26 февраля.
- «Североникель» (Мончегорск) − СКА (Екатеринбург) 2:5 − 4:9.
- «Старт» (Нижний Новгород) − «Сибсельмаш» (Новосибирск) 7:3 − 1:7.
- «Маяк» (Краснотурьинск) − «Родина» (Киров) 6:4 − 3:5.
- «Саяны» (Абакан) − «Водник» (Архангельск) 6:2 − 2:4.

- 1/2 финала для команд, разыгрывающих места с 1 по 4. 2 и 5 марта.
- «Родина» (Киров) − СКА (Екатеринбург) 3:1 − 0:22.
- «Саяны» (Абакан) − «Сибсельмаш» (Новосибирск) 3:3 − 4:5.

- Игры за 1 − 2 места. 9, 12 и 13 марта.
- «Сибсельмаш» (Новосибирск) − СКА (Екатеринбург) 6:5 − 2:5 − 0:2.
- Игры за 3 − 4 места. 9, 12 и 13 марта.
- «Саяны» (Абакан) − «Родина» (Киров) 8:0 − 4:5 − 3:2.

### Игры за 5-8 место
|  | Полуфиналы                      | Полуфиналы                  |     |                               | Матчи за 5 место                | Матчи за 5 место |
|  |                                 |                             |     |                               |                                 |                  |
|  |                                 |                             |     |                               |                                 |                  |
|  | З-1 «Водник»(Архангельск)       | 8:3                         |     |                               |                                 |                  |
|  | З-3 «Старт» (Нижний Новгород)   | 4:8                         |     |                               |                                 |                  |
|  |                                 |                             |     |                               |                                 |                  |
|  |                                 |                             |     |                               |                                 |                  |
|  |                                 |                             |     |                               | З-1 «Водник»(Архангельск)       | 10:3             |
|  |                                 | В-3 «Маяк» (Краснотурьинск) | 7:3 |                               |                                 |                  |
|  |                                 |                             |     |                               |                                 |                  |
|  |                                 |                             |     |                               |                                 |                  |
|  |                                 |                             |     |                               | Матчи за 7-е место              |                  |
|  |                                 |                             |     |                               |                                 |                  |
|  | В-3 «Маяк» (Краснотурьинск)     | 7:2                         |     | З-3 «Старт» (Нижний Новгород) | 5:2                             |                  |
|  | З-4 «Североникель» (Мончегорск) | 5:2                         |     |                               | З-4 «Североникель» (Мончегорск) | 5:4              |

1. Выделены команды, победившие в парах.
2. Курсивом выделены команды, на чьих полях проводились первые матчи.
3. В верхних строчках показаны результаты домашних игр, а в нижних результаты игр в гостях.
- 1/2 финала для команд, разыгрывающих места с 5 по 8. 2 и 5 марта.

- «Североникель» (Мончегорск) − «Маяк» (Краснотурьинск) 5:2 −2:7.
- «Старт» (Нижний Новгород) − «Водник»(Архангельск) 4:8 − 3:8.

- Игры за 5 − 6 места. 9 и 12 марта.

- «Маяк» (Краснотурьинск) − «Водник» (Архангельск) 7:3 − 3:10.

- Игры за 7 − 8 места. 9 и 12 марта.

- «Североникель» (Мончегорск) − «Старт» (Нижний Новгород) 5:4 − 2:5.

### Турнир за 9-14 места.
| М  | гор. Северодвинск, 9-15 марта 1994 года. | 9       | 10      | 11      | 12      | 13      | 14      | В | Н | П | Мячи           | О  | О-П | О-Σ |
| -- | ---------------------------------------- | ------- | ------- | ------- | ------- | ------- | ------- | - | - | - | -------------- | -- | --- | --- |
| 9  | «Строитель» (Сыктывкар)                  |         |         |         | 5:2 3:3 | 5:2 8:1 | 6:2 6:4 | 5 | 1 | 0 | 33 — 14 = + 19 | 11 | 5   | 16  |
| 10 | «Зоркий» (Красногорск)                   |         |         |         | 2:2 3:2 | 4:4 3:1 | 6:4 5:2 | 4 | 2 | 0 | 23 — 15 = + 8  | 10 | 4   | 14  |
| 11 | «Север» (Северодвинск)                   |         |         |         | 2:3 3:2 | 6:5 4:2 | 5:3 2:3 | 4 | 0 | 2 | 22 — 18 = + 4  | 8  | 3   | 11  |
| 12 | СКА (Хабаровск)                          | 2:5 3:3 | 2:2 2:3 | 3:2 2:3 |         |         |         | 1 | 2 | 3 | 14 — 18 = — 4  | 4  | 6   | 10  |
| 13 | «Енисей» (Красноярск)                    | 2:5 1:8 | 4:4 1:3 | 5:6 2:4 |         |         |         | 0 | 1 | 5 | 15 — 30 = — 15 | 1  | 4   | 5   |
| 14 | «Сибскана» (Иркутск)                     | 2:6 4:6 | 4:6 2:5 | 3:5 3:2 |         |         |         | 1 | 0 | 5 | 18 — 30 = — 12 | 2  | 2   | 4   |

В финале командам зачтены очки, набранные ими в играх между собой на предварительном этапе. В таблице результаты этих игр не показаны.

### Турнир за 15-20 места.
| М  | гор. Калининград, 2 — 8 марта 1994 года. | 15      | 16       | 17      | 18       | 19       | 20      | В | Н | П | Мячи           | О  | О-П | О-Σ |
| -- | ---------------------------------------- | ------- | -------- | ------- | -------- | -------- | ------- | - | - | - | -------------- | -- | --- | --- |
| 15 | «Шахтёр» (Ленинск-Кузнецкий)             |         |          |         | 7:7 4:4  | 8:1 5:4  | +:− +:− | 4 | 2 | 0 | 24 — 16 = + 8  | 10 | 6   | 16  |
| 16 | «Кузбасс» (Кемерово)                     |         |          |         | 10:2 4:5 | 6:2 12:4 | +:− +:− | 5 | 0 | 1 | 32 — 13 = + 19 | 10 | 3   | 13  |
| 17 | «Уральский трубник» (Первоуральск)       |         |          |         | 5:5 4:2  | 4:5 3:3  | +:− +:− | 3 | 2 | 1 | 16 — 15 = + 1  | 8  | 3   | 11  |
| 18 | «Вымпел» (Калининград)                   | 7:7 4:4 | 2:10 5:4 | 5:5 2:4 |          |          |         | 1 | 3 | 2 | 25 — 34 = − 9  | 5  | 4   | 9   |
| 19 | «Динамо» (Москва)                        | 1:8 4:5 | 2:6 4:12 | 5:4 3:3 |          |          |         | 1 | 1 | 4 | 19 — 38 = − 19 | 3  | 4   | 7   |
| 20 | «Арктик-Сервис» (Мурманск)               | −:+ −:+ | −:+ −:+  | −:+ −:+ |          |          |         | 0 | 0 | 6 | 0 — 0 = 0      | 0  | 6   | 6   |

1. Команда «Арктик-Сервис» (Мурманск) не прибыла на турнир, и во всех играх ей зачтены технические поражения, а её соперникам, соответственно, победы.
2. В финале командам зачтены очки, набранные ими в играх между собой на предварительном этапе. В таблице результаты этих игр не показаны.

### Переходной турнир
| М       | гор. Оренбург, 2 — 8 марта 1994 года. | 1   | 2    | 3   | 4   | 5   | 6    | В | Н | П | Мячи           | О  |
| ------- | ------------------------------------- | --- | ---- | --- | --- | --- | ---- | - | - | - | -------------- | -- |
| 1 (21*) | «Агрохим» (Березники)                 |     | 6:3  | 3:1 | 2:1 | 6:1 | 5:1  | 5 | 0 | 0 | 22 — 7 = + 15  | 10 |
| 2       | »Локомотив" (Оренбург)                | 3:6 |      | 8:2 | 2:3 | 9:3 | 10:2 | 3 | 0 | 2 | 32 — 16 = + 16 | 6  |
| 3       | »Черемшан" (Димитровград)             | 1:3 | 2:8  |     | 3:1 | 5:1 | 4:1  | 3 | 0 | 2 | 15 — 14 = + 1  | 6  |
| 4 (22*) | «Восток» (Арсеньев)                   | 1:2 | 3:2  | 1:3 |     | 8:2 | 2:2  | 2 | 1 | 2 | 15 — 11 = + 4  | 5  |
| 5 (23*) | «Красная заря» (Санкт-Петербург)      | 1:6 | 3:9  | 1:5 | 2:8 |     | 5:2  | 1 | 0 | 4 | 12 — 30 = — 12 | 2  |
| 6       | «Вега» (Бердск)                       | 1:5 | 2:10 | 1:4 | 2:2 | 2:5 |      | 0 | 1 | 4 | 8 — 26 = — 18  | 1  |

Результаты игр команд высшей лиги между собой в переходном турнире засчитаны им при определении итогов в высшей лиге. По результатам переходного турнира право выступать в высшей лиге получили «Локомотив» (Оренбург) и «Черемшан» (Димитровград).
- «Локомотив» (Оренбург) (20 игроков): Сергей Лаврищев, Юрий Сотников — В. Басалай (47), С. Двиняшников, Р. Загидуллин, Олег Золотов (4), Юрий Коцупей (4), Олег Кукушкин (20), Максим Лоханов (2), Рим Нурутдинов (25), В. Петухов, А. Подгорнов, Вадим Поркулевич (7), Сергей Поркулевич (32), Сергей Саушкин (21), Сергей Тихонов (1), Игорь Трушкин (8), А. Филатов (4), Алексей Шайбаков (21), В. Якушенко (1). В скобках забитые мячи. Главный тренер − Г. Б. Шипилов.
- «Черемшан» (Димитровград) (22 игрока): Алексей Агафонов, Алексей Лукин — Сергей Барбунов (53), Е. Берш (10), Игорь Бойцов (18), Виктор Ибрайкин (5), Станислав Иванов, Игорь Князев (1), Дмитрий Маланин (11), Олег Немов (3), Александр Новиков (8), Вячеслав Платонов (20), Евгений Ратников (36), Ю. Спарадовский, Юрий Ушаков (1), Рамис Хабибуллин (44), Шамиль Шагеев (2). В скобках забитые мячи. Главный тренер − В. К. Кузьмин.

## Сводная таблица чемпионата
| М  | Команда                            | И  | В  | Н | П  | М       | О  |
| -- | ---------------------------------- | -- | -- | - | -- | ------- | -- |
| 1  | СКА (Екатеринбург)                 | 29 | 21 | 4 | 4  | 194:84  | 46 |
| 2  | «Сибсельмаш» (Новосибирск)         | 29 | 18 | 2 | 9  | 129:86  | 38 |
| 3  | «Саяны» (Абакан)                   | 29 | 14 | 3 | 12 | 123:110 | 31 |
| 4  | «Родина» (Киров)                   | 27 | 16 | 2 | 9  | 128:119 | 34 |
| 5  | «Водник» (Архангельск)             | 26 | 16 | 4 | 6  | 156:74  | 36 |
| 6  | «Маяк» (Краснотурьинск)            | 28 | 14 | 5 | 9  | 124:104 | 33 |
| 7  | «Старт» (Нижний Новгород)          | 26 | 14 | 3 | 9  | 120:106 | 31 |
| 8  | «Североникель» (Мончегорск)        | 26 | 15 | 1 | 10 | 101:83  | 31 |
| 9  | «Строитель» (Сыктывкар)            | 26 | 17 | 3 | 6  | 132:63  | 37 |
| 10 | «Зоркий» (Красногорск)             | 26 | 14 | 4 | 8  | 91:80   | 32 |
| 11 | «Север» (Северодвинск)             | 26 | 13 | 1 | 12 | 114:104 | 27 |
| 12 | СКА (Хабаровск)                    | 28 | 11 | 3 | 14 | 80:88   | 25 |
| 13 | «Енисей» (Красноярск)              | 28 | 10 | 3 | 15 | 116:139 | 23 |
| 14 | «Сибскана» (Иркутск)               | 28 | 9  | 5 | 14 | 107:118 | 23 |
| 15 | «Шахтёр» (Ленинск-Кузнецкий)       | 28 | 11 | 5 | 12 | 96:110  | 27 |
| 16 | «Кузбасс» (Кемерово)               | 28 | 13 | 4 | 11 | 132:117 | 30 |
| 17 | «Уральский трубник» (Первоуральск) | 28 | 10 | 6 | 12 | 104:115 | 26 |
| 18 | «Вымпел» (Калининград)             | 26 | 6  | 5 | 15 | 103:146 | 17 |
| 19 | «Динамо» (Москва)                  | 26 | 8  | 2 | 16 | 80:129  | 18 |
| 20 | «Арктик-Сервис» (Мурманск)         | 26 | 5  | 2 | 19 | 70:106  | 12 |
| 21 | «Агрохим» (Березники)              | 24 | 7  | 5 | 12 | 84:114  | 19 |
| 22 | «Восток» (Арсеньев)                | 24 | 7  | 0 | 17 | 88:145  | 14 |
| 23 | «Красная заря» (Санкт-Петербург)   | 22 | 2  | 0 | 20 | 50:182  | 4  |

## Составы команд и статистика игроков
Чемпионы России
- 1. СКА (Екатеринбург) (17 игроков): Игорь Васюков (27), Владислав Нужный (28) − Александр Артемьев (25; 3), Андрей Санников (29; 0), Сергей Топычканов (28; 1), Олег Хайдаров (29; 0), Игорь Коноплёв (24; 4), Сергей Крутиков (29; 5), Вячеслав Мамочкин (29; 19), Павел Петунин (29; 6), Сергей Таранов (1971 г.р.) (29; 5), Сергей Галич (21; 2), Александр Дрягин (29; 10), Евгений Опытов (29; 51), Игорь Стафеев (29; 15), Александр Ямцов (29; 65). В составе команды также выступал Леонид Жаров (4; 8).

Серебряные призёры
- 2. «Сибсельмаш» (Новосибирск) (20 игроков): Эдуард Вормсбехер (25), Олег Пшеничный (28) − Сергей Белинский (21; 0), Сергей Каргаполов (13; 0), Николай Коновалов (29; 0), Александр Лопатин (29; 0), Сергей Васильев (28; 1), Александр Михеев (29; 0), Сергей Рогулёв (29; 3), Андрей Федосеев (21; 9), Андрей Филиппов (29; 26), Олег Чубинский (28; 8), Алексей Бурков (29; 12), Игорь Войтович (29; 11), Михаил Клянин (28; 10), Дмитрий Копнин (29; 29), Сергей Таранов (22; 3), Михаил Юрьев (28; 17). В составе команды также выступали Владислав Дегальцев (6; 0), Александр Зимарев (2; 0).

Бронзовые призёры
- 3. «Саяны» (Абакан) (18 игроков): Дмитрий Кремзуков (26), Игорь Лопухин (29) − Игорь Вершинин (29; 3), Сергей Дубинин (29; 2), Михаил Калтыга (29; 4), Сергей Родин (27; 0), Алексей Терентьев (29; 1), Александр Черменин (29; 14), Евгений Ерахтин (29; 7), Николай Кадакин (14; 0), Иван Кунстман (29; 12), Андрей Галеев (29; 36), Андрей Калинин (29; 7), Леонид Клюкин (16; 12), Игорь Савенков (29; 25). В составе команды также выступали Евгений Кочубеев (9; 0), Владимир Савин (7; 0), Юрий Тимофеев (10; 0).

- 4. «Родина» (Киров) (18 игроков): Денис Половников (23), Владимир Щепалин − Сергей Агалаков (2; 0), Валерий Блинов (27; 2), Алексей Выдрин (22; 0), Алексей Загарских (26; 0), Игорь Загоскин (27; 8), Константин Клековкин (26; 5), Игорь Коньков (25; 0), Андрей Макуненков (26; 12), Мороков Андрей (23; 1), Сергей Обухов (26; 62), Эдуард Патрушев (27; 10), Александр Симонов (19; 0), Александр Тюкавин (26; 13), Сергей Александрович Фоминых (27; 15), Алексей Холстинин (27; 0), Дмитрий Черепанов (26; 0).

- 5. «Водник» (Архангельск) (23 игрока): Владимир Петухов (19), Ильяс Хандаев (25) − Олег Батов (25; 4), Константин Воронин (20; 8), Дмитрий Вяленко (26; 0), Юрий Зайцев (26; 3), Александр Киприянов (16; 1), Игорь Крапивин (25; 3), Олег Незнамов (26; 21), Юрий Синицын (25; 0), Андрей Стук (26; 26), Эдуард Трифонов (26; 18), Олег Тюкавин (23; 1), Дмитрий Шеховцов (26; 28), Николай Ярович (26; 23). В составе команды также выступали Сергей Гусев (3; 0), Александр Зинкевич (6; 11), Денис Иевлев (11; 0), Алексей Микеров (6; 0), Юрий Сивков (7; 3), Сергей Фирсов (3; 4), Мирон Штирбу (9; 2) и вратарь Александр Синицын (2).

- 6. «Маяк» (Краснотурьинск) (21 игрок): Александр Егорычев (25), Валерий Загребельный (28) − Юрий Вальтер (20; 0), Евгений Дубовик (27; 7), Павел Екимов (22; 2), Сергей Ирисов (27; 7), Олег Кулаев (26; 18), Алексей Курочкин (27; 10), Максим Легаев (28; 5), Андрей Маряшин (28; 19), Виктор Нуждин (27; 4), Василий Сердюк (26; 4), Игорь Смуров (27; 1), Юрий Германович Соколов (28; 2), Владимир Третьяков (28; 2), Олег Чернов (27; 43), Олег Чикайда (24; 0). В команде также выступали Олег Коновалов (7; 0), Константин Криницын (4; 0), Сергей Юсов (3; 0) и Евгений Хвалько (1; 0).

- 7. «Старт» (Нижний Новгород) (17 игроков): Николай Домненков (25), Вячеслав Рябов (24) — Андрей Афанасьев (25; 8), Андрей Бегунов (26; 31), Владислав Братцев (25; 6), Александр Вихарев (26; 5), Игорь Ионычев (26; 7), Олег Лаврентьев (25; 1), Логинов Юрий(26; 11), Вадим Морозов (26; 35), Валерий Осипов (26; 4), Олег Потехин (18; 0), Дмитрий Чекулаев (26; 0), Андрей Черкасов (20; 2), Игорь Чиликин (26; 3), Олег Шестеров (26; 0), Михаил Щитов (24; 7).

- 8. «Североникель» (Мончегорск) (18 игроков): Виктор Каменев (26) − Константин Аврясов (19; 1), Алексей Белов (25; 1), Анатолий Бунеев (25; 0), Олег Горбов (25; 11), Эдуард Замарин (26; 5), Иван Калинин (26; 0), Игорь Коняхин (22; 8), Андрей Макаров (26; 11), Сергей Покидов (26; 46+2), Павел Попцов (13; 0), Андрей Савичев (14; 0), Эдуард Саксонов (26; 0), Николай Салин (26; 16+1), Андрей Стольников (20; 0), Феликс Тарасов (26; 2). В команде также выступали Дмитрий Ильин (6; 0) и вратарь Михаил Рябинин (2; ?). Курсивом добавлены мячи, забитые в аннулированном матче с командой «Динамо» (Алма-Ата).

- 9. «Строитель» (Сыктывкар) (24 игрока): Николай Зыкин (18), Эдуард Найденков (22) − Сергей Гуторов (26; 3), Алексей Другов (26; 41), Владимир Кузьмин (26; 4), Александр Ларионов (25; 4), Вячеслав Леготин (26; 6), Владимир Марков (25; 9), Андрей Палев (20; 0), Александр Пестов (19; 0), Юрий Полстянов (19; 2), Андрей Тимушев (26; 6), Алексей Устюжанин (25; 17), Артур Фёдоров (19; 3), Константин Хорошилов (25; 0), Алексей Чугунов (26; 2), Юрий Шкурко (25; 33). В команде также выступали Роман Васильев (5; 0), Александр Мальцев (10; 2), Алексей Напалков (7; 0), Руслан Нейфельд (3; 0), Борис Норкин (6; 0), Михаил Цывунин (10; 0) и вратарь Константин Агафонов (5; ?).

- 10. «Зоркий» (Красногорск) (20 игроков): Вадим Богатов (20), Юрий Букалкин (6) — Андрей Антонов (24; 1), Владимир Балаев (26; 1), Андрей Блынский (26; 17), Дмитрий Бычков (26; 0), Николай Горелов (22; 2), Александр Епифанов (26; 2), Дмитрий Ефанов (26; 24), Игорь Золотарёв (26; 31), Александр Илларионов (23; 8), Алексей Сергачёв (16; 0), Дмитрий Солодов (26; 4). В команде также выступали Алексей Агапов (7; 0), Кирилл Давыдов (13; 0), Денис Корнилов (9; 1), Сергей Майборода (1; 0), Сергей Смирнов (2; 0), Алексей Шевелёв (5; 0) и вратарь Александр Глебко (3; ?).

- 11. «Север» (Северодвинск) (21 игрок): Геннадий Кудрявцев (25; −90), Михаил Лебедев (3; 0), Андрей Слобожанинов (4; −14) − Алексей Аршинов (26; 1), Сергей Бороздин (14; 1), Андрей Котачёв (22; 5), Игорь Кузнецов (22; 0), Николай Кулагин (26; 9), Юрий Кучин (26; 27), Валерий Могучий (26; 5), Виктор Никитинский (25; 0), Валерий Проурзин (26; 6), Александр Романюк (26; 2), Александр Сергеев (23; 32), Виктор Смутный (26; 23), Дмитрий Сухондяевский (23; 0), Денис Шумов (21; 3) и Сергей Щукин (23; 0). В команде также выступали Кирилл Мелешкин (1; 0), Сергей Поломодов (3; 0) и Сергей Спицын (1; 0).

- 12. СКА-«Нефтяник» (Хабаровск) (18 игроков): Сергей Бурдюхов (26), Владимир Шестаков (26) − Александр Волков (28; 0), Раис Гайфуллин (28; 0), Юрий Горностаев (28; 3), Алексей Жеребков (28; 23), Константин Ерёменко (27; 3), Виктор Ковалёв (28; 9), Евгений Колосов (18; 0, Алексей Кульков (28; 4), Сергей Лапин (18; 0), Александр Леонов (28; 4), Игорь Осипов (28; 19), Владимир Паршаков (1; 0), Александр Прасолов (26; 0), Александр Сташко (27; 7), Дмитрий Ушаков (18; 0), Руслан Шувалов (27, 8).

- 13. «Енисей» (Красноярск) (21 игрок): Павел Евтушенко (27), Косынчук Александр (27) — Михаил Афоничев (28; 3), Игорь Бондаренко (28; 9), Сергей Бурлаков (28; 1), Сергей Васильев (28; 5), Андрей Веселов (28; 2), Владимир Гуртовой (24; 0), Михаил Добрынин (22; 0), Алексей Клименко (23; 0), Евгений Колосов (28; 23), Евгений Кудрин (25; 0), Анатолий Липовецкий (22; 0), Иван Максимов (28; 39), Вячеслав Морзовик (28; 1), Владимир Прокопенко (1; 0), Валерий Савин (13; 17), Анатолий Суздалев (15; 0), Сергей Фоменко (27; 5), Алексей Щеглов (27; 0), Дмитрий Щетинин (27; 11).

- 14. «Сибскана» (Иркутск) (19 игроков): Алексей Баженов (27), Алексей Негрун (24) — Михаил Бральгин (28; 14), Андрей Галанин (28; 9), Евгений Гришин (28; 32), Сергей Домышев (28; 19), Василий Донских (28; 3), Виктор Захаров (28; 0), Василий Карелин (28; 2), Андрей Козловский (21; 0), Владимир Мишенин (27; 0), Александр Мусалов (27; 0), Василий Никитин (28; 8), Михаил Никитин (27; 18), Олег Соловьёв (21; 0), Сергей Черняев (28; 0), Михаил Шалаев (28; 2). В команде также выступали Евгений Мочалов (8; 0) и Роман Разумов (6; 0).

- 15. «Шахтёр» (Ленинск-Кузнецкий) (22 игрока): Александр Веденеев (19), Вячеслав Стародид (23) − Олег Агеев (25; 23), Константин Волков (25; 0), Юрий Волков (26; 17), Владимир Воробёв (24; 0), Игорь Казарин (26; 20), Евгений Калистратов (23; 1), Сергей Кухтинов (26; 0), Алексей Митрохин (26; 1), Евгений Морозов (26; 2), Юрий Никульшин (26; 10), Евгений Свиридов (26; 0), Михаил Сергеев (25; 0), Дмитрий Чуркин (25; 15), Андрей Юрин (26; 7). В команде также выступали Андрей Браун (1; 0), Игорь Грибанов (1; 0), Владислав Дегальцев (6; 0), Павел Морозов (3; 0), Вадим Ракевич (7; 0) и вратарь Евгений Борисюк (7; ?).

- 16. «Кузбасс» (Кемерово) (23 игрока): Дмитрий Атапин (23), Николай Горбунов (6) — Владимир Баздырев (26; 0), Сергей Бессонов (26; 18), Сергей Большаков (24; 1), Вадим Губарев (26; 31), Владимир Киндсфатер (28; 5), Юрий Кулишев (26; 9), Алексей Мясоедов (20; 2), Юрий Никитин (26; 22), Андрей Пфейф (22; 0), Евгений Смолянинов (26; 0), Дмитрий Соколов (25; 0), Сергей Тарасов (26; 35), Алексей Федосов (26; 7). В команде также выступали Сергей Васильев (6; 0), Максим Курбатов (3; 0), Сергей Лихачёв (3; 0), Максим Нестеров (6; 0), Николай Талаш (3; 0), Игорь Тараканов (12; 2), Андрей Таскеев (8; 0) и Алексей Устимов (3; 0).

- 17. «Уральский трубник» (Первоуральск) (20 игроков): Сергей Запромётнов (21), Сергей Сотин (18) − Вячеслав Алимов (26; 0), Александр Братцев (26: 8), Александр Ваганов (25; 32), Станислав Вяткин (25; 27), Олег Ислентьев (20; 0), Владимир Кирьянов (26; 6), Вадим Мокин (25; 1), Вячеслав Сафонов (26; 4), Михаил Танков (26; 11), Олег Тимонин (25; 0), Олег Хлопунов (26; 12), Олег Чекубаш (23; 2), Максим Чермных (22; 1), Александр Шмидт (26; 0). В команде также выступали Евгений Глазунов (4; 0), Александр Грехов (1; 0), Александр Мутовкин (6; 0) и Евгений Половников (4; 0).

- 18. «Вымпел» (Калининград) (23 игрока): Юрий Букалкин (7), Виктор Гамаюнов (26) − Андрей Баданин (24; 19), Владимир Бакурский (25; 50), Александр Беликов (26; 11), Вадим Бочугов (21; 2), Михаил Вороцков (24; 3), Павел Грызлов (17; 1), Сергей Котов (21; 0), Александр Кукушкин (22; 0), Михаил Курыгин (24; 0), Андрей Локушин (19; 1), Вадим Мамонтов (13; 4), Александр Мишин (18; 2), Олег Рогов (26; 2), Борис Шлепнёв (16; 0). В команде также выступали Сергей Конаков (5; 7), Сергей Корнеев (1; 0), Андрей Котельников (4; 0), Андрей Кукушкин (1; 0), Сергей Кулагин (3; 0), Сергей Матюшичев (9; 1) и Владимир Милкин (2; 0).

- 19. «Динамо» (Москва) (22 игрока): Александр Степанов (25; −59), Всеволод Харчев (23; −7) − Виктор Бахчиванжи (25; 2), Сергей Безобразов (26; 8), Александр Берёзин (26; 7), Алексей Гроза (16; 0), Золотарёв Алексей (26; 5), Андрей Золотарёв (22; 2), Вячеслав Манкос (26; 17), Александр Михалёв (26; 6), Андрей Плавунов (24; 0), Дмитрий Русин (25; 0), Сергей Салягин (26; 0), Михаил Свешников (18; 23), Вадим Семёнов (26; 8), Виталий Соболев (26; 0). В команде также выступали Сергей Аржанов (1; 2), Дмитрий Добин (2; 0), Владимир Дутов (3; 0), Дмитрий Коваленко (6; 0), Алексей Комаров (1; 0) и Александр Охонский (8; 0).

- 20. «Арктик-Сервис» (Мурманск) (24 игрока): Андрей Подгурский (20+1) − Константин Горностаев (20+1; 1), Александр Городилов (19+1; 10+1), Николай Ефремов (20+1; 11), Николай Изотов (20+1; 12), Виталий Малыгин (19+1; 8), Игорь Малышев (17+1; 4), Дмитрий Помазан (20+1; 5), Юрий Помазан (20+1; 10+1), Роберт Потапенко (20+1; 1), Сергей Старосветский (20+1; 5), Юрий Сугоняка (20+1; 0), Александр Тяглик (18+1; 0), Игорь Щеголев (17; 1). В команде также выступали Иван Заренок (6; 0), Олег Иванников (1; 0), Вячеслав Плутов (4; 0), Артур Самсонов (2; 0), Вячеслав Сорокин (13; 0), Юрий Терёхин (5+1; 0), Сергей Чернецкий (6; 2) и вратари Александр Мишин (4), Лев Слобожанинов (4) и Михаил Ястребов (1). Курсивом добавлены аннулированная игра с командой «Динамо» (Алма-Ата), и мячи, забитые в этом матче

- 21. «Агрохим» (Березники) (19 игроков): Андрей Анисимов (23), Олег Крутихин (22) − Игорь Агапов (27; 17), Андрей Брагин (17; 8), Александр Васильев (27; 0), Сергей Васильев (27; 1), Игорь Волгунцев (27; 36), Андрей Гресь (27; 3), Игорь Коданёв (27; 0), Дмитрий В. Козлов (27; 1), Алексей Крашенинников (27; 0), Сергей Мажарук (27; 1), Демид Мисюков (27; 1), Дмитрий Протонин (27; 5), Валерий Соколов (27; 0), Алексей Фошин (27; 18), Александр Чечулин (4; 0), Салават Шамсутдинов (7; 0, Олег Шарков (27; 7).

- 22. «Восток» (Арсеньев) (19 игроков): Владимир Волков (26), Сергей Фомичёв (26) − Алексей Бабушкин (27; 2), Сергей Каменский (19; 0), Алексей Кузьмин (27; 7), Алексей Максаков (27; 9), Олег Марьин (6; 0), Александр Мишкин (27; 14), Владимир Новиков (27; 6), Андрей Петров (27; 11), Антон Попков (27; 0), Азат Садыков (27; 1), Геннадий Слугинов (23; 0), Дмитрий Сухов (27; 0), Виталий Суходолец (22; 0), Алексей Художилов (27; 11), Валерий Чухлов (20; 6), Андрей Шалагинов (24; 0), Андрей Шишмаков (27; 27).

- 23. «Красная заря» (Санкт-Петербург) (24 игрока): Михаил Коченков (9), Андрей Лобачёв, Александр Мишин (1), Юрий Пахомов (13) − Алексей Валеев (11; 0), Васил Гисматулин (1; 1), Дмитрий Городчиков (12; 3), Сергей Дёмин (12; 0), Алексей Душичев (13; 0), Дмитрий Евтюшин (17; 4), Андрей Ерошенко (19; 2), Андрей Кислов (21; 1), Сергей Киценко (20; 0), Дмитрий Лазицкий (25; 10), Дмитрий Марьин (19; 2), Алексей Масловский (5; 0), Максим Медников (6; 1), Григорий Минаев (25; 9), Сергей Мошкин (6; 1), Сергей Надеев (21; 12), Дмитрий Олегов (22; 2), Владимир Пушкарёв (24; 10), Алексей Устилинцев (11; 0), Алексей Шкарин (23; 1).

- «Динамо» (Алма-Ата) (15 игроков): Дмитрий Вилкин, Аркадий Ляпин − Владимир Алексеев (1), Алексей Кузнецов, Владислав Кузнецов, Евгений Мочалов, Владимир Набер (1), Владислав Новожилов, Роман Разумов, Сергей Смольников, Сергей Уланов (1), Игорь Фаттахов, Игорь Чурсин, Шамсутов Ринат, Николай Шмик; всего 3 мяча. Команда снялась с соревнований из-за отсутствия финансирования, и её результаты аннулированы.

Лучший бомбардир — Александр Ямцов, СКА (Екатеринбург) — 65 мячей.
По итогам сезона определён список 22 лучших игроков.

## Первая лига
Соревнования прошли с 20 ноября 1993 по 24 февраля 1994 года. 27 команд были разделены на три группы. В финальном турнире по одной лучшей команде от каждой группы и три худших команды высшей лиги вели спор за право войти в четверку команд, которые будут выступать в высшей лиге.

## Вторая лига
Соревнования прошли с 26 ноября 1993 по 8 марта 1994 года.
На предварительном этапе 30 команд, разбитые на шесть групп, определили победителей. В 1, 2 и 6 группах команды играли в 4 круга с разъездами, а в 3,4 и 5 − в два круга в одном городе.
- Первая зона. Победитель «Лесопильщик» (Архангельск).
- Вторая зона. Победитель «Вымпел» (Юрюзань).
- Третья зона. (Воткинск). Победитель «Знамя — 2» (Воткинск).
- Четвёртая зона. (Новоалтайск), Алтайский край. Победитель «Восход» (Новоалтайск).
- Пятая зона. (Хабаровск). Победитель «Нефтяник» (Хабаровск).
- Шестая зона. Победитель «Старт» (Нижняя Тура).

В финале должны были играть победители групп, однако «Старт» (Нижняя Тура) на турнир не прибыл. К финалу были также допущены «Металлург» (Белорецк) и «Саянстрой» (Саяногорск).

### Финальный турнир второй лиги
Заключительный этап соревнований состоялся в Юрюзани, Челябинская область.
| М | Команда                     | 1    | 2    | 3   | 4    | 5   | 6    | 7    | В | Н | П | Мячи           | О  |
| - | --------------------------- | ---- | ---- | --- | ---- | --- | ---- | ---- | - | - | - | -------------- | -- |
| 1 | «Вымпел» (Юрюзань)          |      | 8:4  | 5:1 | 21:1 | 9:1 | 10:5 | 17:2 | 6 | 0 | 0 | 70 − 14 = + 56 | 12 |
| 2 | «Лесопильщик» (Архангельск) | 4:8  |      | 9:3 | 12:1 | 2:4 | 7:2  | 16:3 | 4 | 0 | 2 | 50 − 21 = + 29 | 8  |
| 3 | «Нефтяник» (Хабаровск)      | 1:5  | 3:9  |     | 7:7  | 6:1 | 5:3  | 3:2  | 3 | 1 | 3 | 25 − 27 = − 2  | 7  |
| 4 | «Металлург» (Белорецк)      | 1:21 | 1:12 | 7:7 |      | 3:3 | 5:4  | 7:6  | 2 | 2 | 2 | 24 − 53 = − 29 | 6  |
| 5 | «Восход» (Новоалтайск)      | 1:9  | 4:2  | 1:6 | 3:3  |     | 3:6  | 9:4  | 2 | 1 | 3 | 21 − 30 = − 9  | 5  |
| 6 | «Знамя»-2 (Воткинск)        | 5:10 | 2:7  | 3:5 | 4:5  | 6:3 |      | 12:6 | 2 | 0 | 4 | 32 − 36 = − 4  | 4  |
| 7 | «Саянстрой» (Саяногорск)    | 2:17 | 3:16 | 2:3 | 6:7  | 4:9 | 6:12 |      | 0 | 0 | 0 | 23 − 64 = − 41 | 0  |

- «Вымпел» (Юрюзань): Ю. Нестеров, С. Лисюков, А. Голов — И. Акшенцев (3), Рам. Асмандьяров (1), Рен. Асмандьяров (1), Э. Баишев (46), П. Балахнин (45), А. Воропаев (4), И. Макарский, А. Москвичев (2), Ал. Николаенко, Ан. Николаенко (2), С. Павлушкин (37), С. Рождественский (20), П. Мирзоянов (2), В. Щербин (1), Ю. Чижов (1), М. Шолохов. Главный тренер − В. Шаяпин.

Право выступать в первой лиге завоевал «Вымпел» (Юрюзань). Дополнительно путёвку в первую лигу получили «Лесопильщик» (Архангельск) и не участвовавший в финале «Спартак» (Уфа).